# 徐義
徐 義（じょ ぎ、221年 - 298年）は、西晋の皇后・賈南風の乳母。姓の「徐」は夫の徐氏から。青州城陽郡東武城県の人。官位とあわせて徐美人と呼ばれる。息子に徐烈。

## 略歴
歴史書には事績は無いが1953年に発掘された『賈南風乳母徐義墓誌銘』に詳しい事績が記されている。以下は墓誌による記述を『晋書』などで補足したもの（年齢は数え年）。
賈皇后の乳母の徐氏は諱を義といい、城陽郡東武城県の人である。九世祖は海浜地域の出であったが、郷里の荒廃により両親兄弟を亡くし、徐義は司州河内郡に流離した。そこで太原の徐氏の妻となり、その地で子供たちを厳しく養育して、聡明さや慈愛が近隣に知られた。
ある時、名家である賈充の夫人・郭槐は子が夭折することが続いたため、徐義が賈南風と賈午の乳母となった。彼女は姉妹を愛情深く、かいがいしく育てた。賈南風が13歳の頃、賈充は司馬炎の腹心となり、泰始6年（270年）正月に宗正の陳惶が派遣され皇太子・司馬衷の妃にたてられた。徐義は賈南風に随行して東宮に入った。（賈南風は徐義に非常に懐いており）徐義が道を論ぜねば説かず、寝食は彼女がしなければせず、遊覧も彼女が行かねば行かず、楽しい芸や音楽も彼女が見なければ見なかった。太康3年（282年）5月24日、司馬炎によって中才人（官名）を拝し、息子の徐烈は司徒の署軍謀掾に任じられた。
太熙元年（290年）4月22日に司馬炎が崩御すると、恵帝・司馬衷が帝位に登り、徐義は良人（官名）となった。永平元年（291年）3月9日、逆臣・楊駿が挙兵し国家の危機となると、楊太后（楊芷）は賈南風を呼んで側に置き、陰謀をたくらんだ。この時、宮人は恐れおののいたが、徐義は嘘でその場を誤魔化し賈南風の窮地を救うことができた。楊駿が誅殺されると功績を評価され美人（官名）を拝し、絹千匹、従者20人を下賜された。その後も皇后に信頼され、諸事を徐義に頼み待遇も厚かった。また元康5年（295年）2月の詔勅により、息子の徐烈が太子の千人督に任じられた。しかし、297年7月に病に伏せるようになり自宅で療養することになる。
朝廷からは朝夕に宦官が様子を訪ね、宮中の医者や官吏の程拠、劉琁らも見舞いに送られた。また薬や飲食物、珍奇な宝物なども贈られたが元康8年（298年）に78歳で死去した。皇后の追慕は深く、秘器や衣服、500万銭、絹500匹が下賜され葬儀が行われた。また翌年に墓碑が刻まれた。